# Thelyphonus tarnanii
Espèce
Thelyphonus tarnanii est une espèce d'uropyges de la famille des Thelyphonidae.

## Distribution
Cette espèce est endémique de Belitung en Indonésie.

## Description
La femelle holotype mesure 47 mm.

## Étymologie
Cette espèce est nommée en l'honneur d'Ivan Konstantinovich Tarnani.

## Publication originale
- Pocock, 1894 : Notes on the Thelyphonidae contained in the collection of the British Museum. Annals and Magazine of Natural History, sér. 6, vol. 14, p. 120–134 (texte intégral).